# A&P (Niederlande)
A&P war eine niederländische Supermarktkette, die zum Zeitpunkt des Verkaufs im Jahr 1999 131 Märkte betrieb. Die firmierende Gesellschaft hinter der Supermarktkette, A&P Holding B.V., war ein Tochterunternehmen der Hermans Groep, die seit 1988 wiederum vollständig über die niederländische Tengelmann Holding B.V. zur deutschen Tengelmann-Gruppe gehörte. Als Teil der Hermans Groep, die Teil der Einkaufsgemeinschaft Superunie war, bezog auch A&P einen Teil der Waren über die Gemeinschaft.

## Geschichte

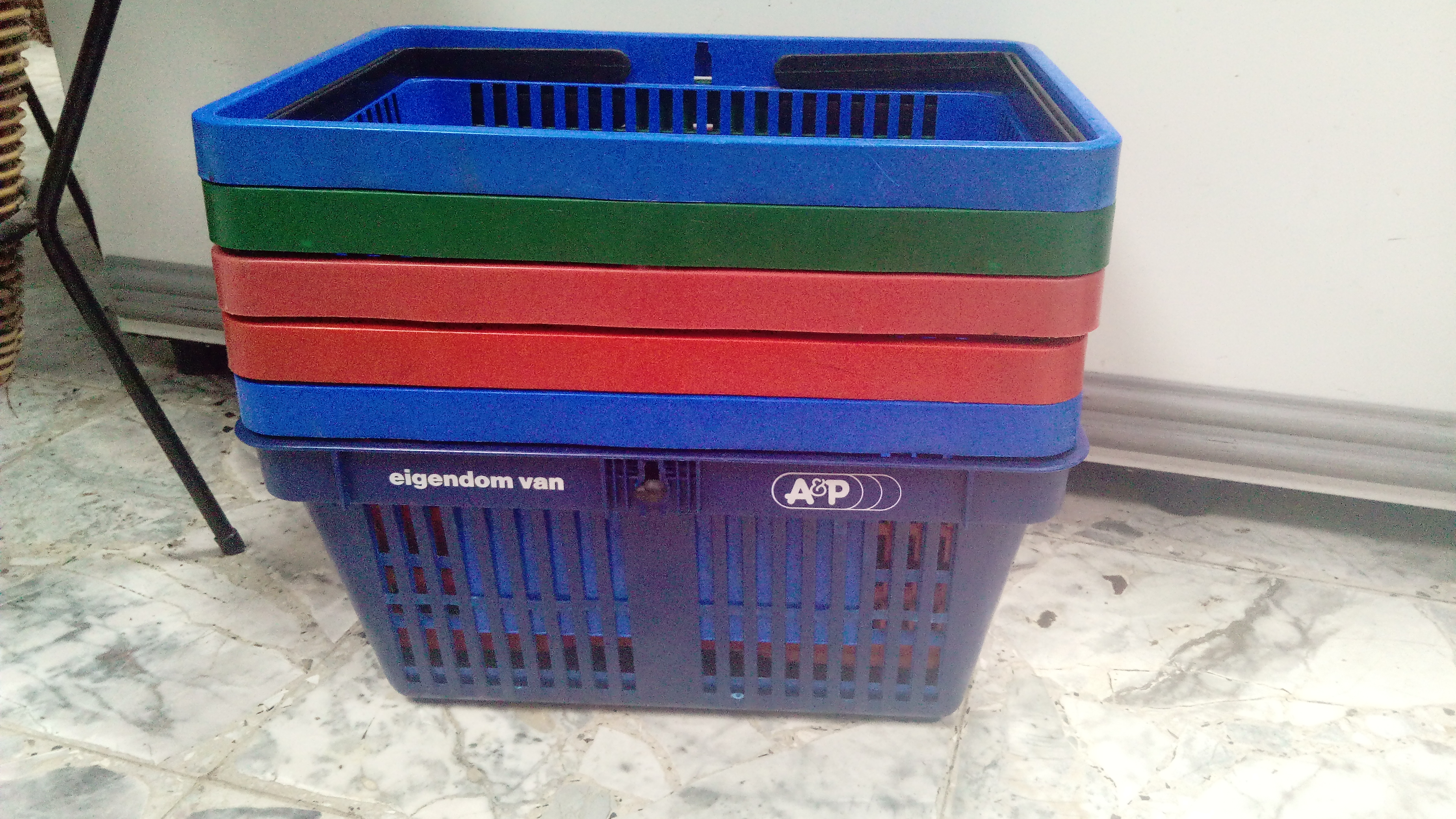
Ein A&P-Korb in einem Geschäft in Groningen, im Jahr 2019.

Die bestehenden Märkte der Hermans Groep, die zuvor als Jac. Hermans firmierten wurden ab Herbst 1994 auf A&P umgeflaggt. Bereits zuvor wurde im Juni 1994 ein Pilotmarkt umgebaut, weitere Pilotmärkte folgten. Im März 1994 wurde ca. ein Jahr für die Umflaggungsphase avisiert. Nach den Sommerferien 1994 sollte der Umbau starten. Ende 1994 waren bereits 32 Filialen auf A&P umgeflaggt, Mitte 1995 sollten es bereits 83 sein. Im ersten Jahr der A&P-Märkte erwirtschaftete die Vertriebssparte etwa 15 % des gesamten Umsatzes der Hermans Groep, dieser Anteil sollte bis Ende 1996 um 10 % auf 25 % anwachsen. Erstmalig im Januar 1997 kam es zur Überlegung Tengelmanns sich aus den Niederlanden zurückzuziehen. Als Grund wurden die schwierigen Wettbewerbsbedingungen, vor allem aufgrund fehlender Expansionsmöglichkeiten genannt. So wurden u. a. als verhältnismäßig hoch angesehene Preise der Übernahmen der Mitbewerber Primarkt und Nieuwe Weme kritisiert. Ende des gleichen Jahres bestand das Filialnetz aus 115 Standorten, etwa fünf weitere sollten 1998 folgen. Ebenfalls Ende 1997 erfolgte die Übernahme der Kette Grosmarkt, die zu diesem Zeitpunkt zehn Standorte in Alkmaar und Umgebung betrieb. Neun der zehn Märkte wurden 1998 auf A&P umgeflaggt. Zum 15. April 1998 übernahm die Hermans Groep die Verbrauchermarkt- und SB-Warenhauskette Maxis, mit fünf Standorten komplett. Bereits zuvor hielt man über die A&P Holding 50 % der Anteile an einem Gemeinschaftsunternehmen, die anderen 50 % hielt die Metro AG. Später erfolgte die Umflaggung von Maxis auf A&P hypermarkt. Im gleichen Jahr wurden erneut hemmenden Expansionsfaktoren kritisiert. So wurde von einer antideutschen Lage, die das Wachstum A&Ps hemmen würden, gesprochen. Viele mögliche Übernahmen wären gescheitert, weil die niederländischen Unternehmen nicht an einen deutschen Anbieter verkaufen wollten.
Im September 1999 bot Tengelmann die niederländischen Aktivitäten zum Verkauf an. Als Käufer der A&P-Supermärkte kam dabei Ende 1999 die ehemalige Ahold-Tochter Schuitema zum Zuge, die Supermärkte der Vertriebslinie C1000 betrieb. Interesse hatten auch der ehemalige Handelskonzern Laurus NV sowie acht ausländische Unternehmen bekundet. Zum damaligen Zeitpunkt betrieb A&P 131 Super- und Verbrauchermärkte und erwirtschaftete bei einem Marktanteil von 3,3 % einen Umsatz von gut 1,7 Milliarden NLG. Ende Februar 2000 verbot die niederländische Kartellbehörde vorerst. Als Grund wurden Überschneidungen der beiden Unternehmen, die dort zu marktbeherrschenden Situation führen würden, angegeben. Vor allem die von Ahold gehaltenen Anteile von 73 % sorgten dafür, dass Schuitema und Ahold als eine Organisation betrachtet wurden. Schuitema gab an diese Problematik zu beheben. Die Kartellbehörde gab den Verkauf von A&P an Schuitema am 25. Juli 2000 frei. Offiziell übernahm Schuitema A&P am 18. September 2000. Anfang Mai 2001 wurden mit der Umflaggung der A&P-Filialen auf Märkte der Vertriebslinie C1000 begonnen. Als erste Standorten wurden dabei die A&P-Märkte in Almere Stad, Boxtel, Heerhugowaard und Den Haag umgeflaggt. Im Juni 2001 wurde bekannt, dass Schuitema drei der sechs A&P hypermarkt-Standorte an Albert Heijn verkaufen möchte. Dies betraf die Standorte in Alkmaar, Arnhem und Venlo. Die drei übrigen Standorte in Muiden, Leeuwarden und Ede wurden 2002 auf C1000 mit ergänzendem Non-Food-Sortiment umgeflaggt. Später wurde die Entscheidung den Markt in Venlo ebenfalls zu verkaufen revidiert und der Markt 2003 ebenso auf C1000 umgeflaggt. Im dritten Quartal 2002 wurde das ehemalige A&P-Distributionscenter in Gilze auf die Systeme von Schuitema umgestellt. Ausgenommen des Marktes in Venlo waren zu diesem Zeitpunkt alle A&P-Standorte bereits auf C1000 umgeflaggt.

## Markttypen
A&P führte nach Größe zwei Markttypen. Supermärkte wurden dabei als A&P supermarkt betrieben, während große Verbrauchermärkte und SB-Warenhäuser als A&P hypermarkt flaggten.

## Ehemalige Handelsmarken
Auch in den Niederlanden waren Produkte der Eigenmarke A&P (in Deutschland bei Kaiser’s Tengelmann als Abkürzung für Attraktiv & Preiswert bekannt) in den Märkte zu finden. Bereits 1990 entwickelte man dabei die ersten Produkte für den niederländischen Markt und bot sie in den damals noch als Jac. Hermans-genannten Filialen an, sie ersetzte dabei ab 1994 die Eigenmarke Jac. Hermans, die mit der Umflaggung auf A&P im selben Jahr verschwand. Während Jac. Hermans rund 70 Produkte der Eigenmarke anbot, waren es bei den umgeflaggen Märkten etwa 400, bis 1996 sollte sich die Anzahl auf bis zu 700 Produkte erhöhen. Darüber hinaus vertrieb A&P etwa 50 Artikel der ab Oktober 1993 eingeführten, gehobenen Handelsmarke Master Product, die in Deutschland ebenfalls bei Kaiser’s Tengelmann zu finden war.

## Sonstiges
Im Februar 1996 kam es zu einer rechtlichen Auseinandersetzung zwischen A&P und dem Rasierapparathersteller Gillette. Hintergrund war der Hinweis auf die Gillette-Sensortechnologie auf Packungen der A&P-Eigenmarken-Rasierklingen. Das 1990 von Gillette entwickelte System wurde dabei ohne Duldung von A&P für ein eigenes Produkt verwendet worden. Die Supermarktkette wurde aufgefordert die Verpackung innerhalb von zwei Wochen abzuändern.